# Pingxiang
Pingxiang (en chino:萍乡市, pinyin: Píngxiāng shì) es una ciudad-prefectura mediana en la provincia de Jiangxi, República Popular China. Limita al norte con Changsha, al sur con la provincia de Ji'an, al oeste con Zhuzhou y al este con Yichun. Su área es de 3 827 km² y su población es de 1 829 200 (2006).
La economía de la ciudad gira en la industria del carbón, es conocida localmente como «centro de carbón del sur de China».

## Administración
La ciudad prefectura de Pingxiang se divide en 2 distritos y 3 condados:
- Distrito Anyuan  安源区
- Distrito Xiangdong 湘东区
- Condado Lianhua 莲花县
- Condado Shangli 上栗县
- Condado Luxi 芦溪县

- Datos: Q362865
- Multimedia: Pingxiang, Jiangxi / Q362865

para más visita